# Ендофіти
Ендофіти — бактерії, що ізолюються з рослин, поверхню яких продезинфіковано, чи екстрагуються з внутрішніх рослинних тканин, і не спричиняють видимої шкоди рослині-господарю. Це визначення включає і мікроорганізми, що змінюють протягом життєвої фази ендофітний (у внутрішніх тканинах рослини) та епіфітний (на зовнішніх поверхнях) спосіб життя. 

## Характеристика
Ендофітні бактерії здатні співіснувати з рослинним організмом, не спричинюючи шкоди і надаючи йому певної користі. На відміну від симбіотичних та деяких патогенних бактерій, ендофіти не мають специфічності по відношенню до хазяїна і не призводять до формування анатомічних структур на зразок бульбочок чи галів. Проте у порівнянні з вільноіснуючими бактеріями, ендофіти утворюють більш стабільні асоціації з рослиною. 

## Поширення
Завдяки використанню молекулярних методів виявлення бактерій, які не культивуються, достовірно доведено, що асоціації ендофітних бактерій співіснують практично з усіма рослинами. Ендофітні бактерії можуть колонізувати як ксилемні елементи рослини, так і міжклітинний простір. Даних, що демонструють внутрішньоклітинну колонізацію ендофітами, небагато. Кількість ендофітних бактерій у різних рослин різна . Найвищу щільність ендофітів зареєстровано в коренях, найнижчу - в стеблових частинах рослини. 

## Походження і систематика
Вважається, що ендофітні бактерії походять від епіфітних бактеріальних асоціацій рослинної ризосфери і фітосфери, вегетативного матеріалу і ендофітних бактерій насіння. Ризосферний ґрунт вважають основним джерелом ендофітної колонізації. Ендориза картоплі, яка вирощувалася на ділянках у ґрунті, містить певну кількість типів бактерій та грибів. Бактерії належать до широкого філогенетичного спектру (α-, β-, γ- Protobacteria, Flexibacter-Cytophaga-Bacteroides, грам-позитивні бактерії з високим вмістом G+C пар, архебактерії та Planctomycetales). 

## Ендофітні спільноти
Ендофітна мікрофлора різних органів рослин є досить специфічною. Склад ендофітної мікрофлори часто залежить не лише від виду рослини, але також від зовнішніх умов і від сорту. Поряд з відомими бактеріями, добре охарактеризованими мікробіологічними та біохімічними методами, всередині рослин описано мікроорганізми, які відносяться до некультивованих. Такі бактерії ідентифікують молекулярно-генетичними методами завдяки дослідженню їхніх нуклеїнових кислот. Бактерії, що некультивуються, здатні переходити до стану культивування під впливом сигналів навколишнього середовища

## Функції
Різні види ендофітних бактерій колонізують рослинні тканини і виконують певні функції. Одні бактерії-ендофіти потенційно можуть брати участь у захисті рослин від захворювань, спричиненних патогенними мікроскопічними грибами та бактеріями, а також комахами та нематодами. 
Постачання рослинам поживних речовин (біологічний азот, мінеральні речовини тощо) та стимуляція росту рослин фітогормонами та іншими фізіологічно активними чинниками також можуть бути функціями бактерій, асоційованих з рослиною.. Не виключено, що ендофіти беруть участь у захисті рослини-хазяїна від шкідливої дії катіонів важких металів та радіонуклідів.
Іноді ефект ендофітів на рослину-хазяїна може бути шкідливим. Причини такого протилежного впливу в основному не зрозумілі, але визначаються взаємодіями між ендофітами, умовами середовища, видом рослини і типом ґрунту.